# Armstrongova směs

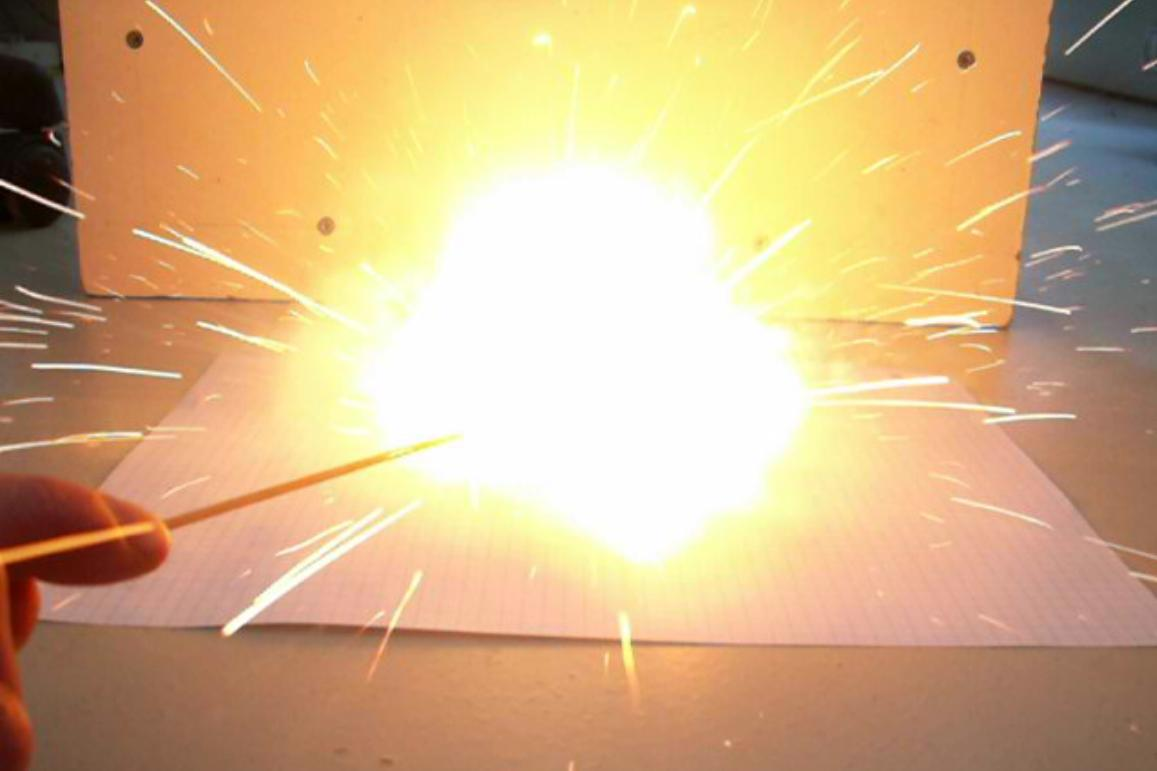
Armstrongova směs

Armstrongova směs je směs červeného fosforu a čtyř dílů chlorečnanu draselného a má červenou nebo růžovou barvu. Již při malém nárazu nebezpečně detonuje, používá se v malém množství v detonačních provazcích (det cord), ovšem pouze v amatérské chemii. Díky její velice vysoké brizanci ji lze použít jako primární slož do detonátorů. Bez použití přísad, jako je uhličitan vápenatý, je směs velmi nebezpečná, protože hrozí samovznícení a to již při výrobě.

## Nano Armstrongova směs
Nano armstrongova směs je složena z mikroskopických zrnek složí (v řádu mikrometrů), přičemž obě složky jsou perfektně smíseny a jsou v naprosto přesném poměru. Tím je tato směs nesmírně brisantní (relativně k flash prachům, trhavinám jako je hexogen se pochopitelně nemůže rovnat), nestabilní a třaskavá.

## Domácí výroba
Červený fosfor se nachází na boku krabiček od zápalek a chlorečnan draselný v hlavičkách zápalek. Někteří lidé z obou udělají prášek a pak je smíchají, tím jim vznikne právě Armstrongova směs. 